# Capan-2
Capan-2是具有中等轉移活性的人類胰腺癌細胞系，最初是分離自一名56歲多次接受切除手術的白人男性腺癌患者。

## 特徵
Capan-2細胞會表達突變型K-Ras、野生型p53蛋白、高水平的表皮生長因子受體，以及正常水平的SMAD4蛋白。Capan-2是假三倍體細胞系，並且擁有69個染色體。大多數細胞有着八個標記染色體，其中有六個標記染色體較為常見，另外兩個標記染色體僅在某些細胞中發現。在G-分帶製備中僅發現一條正常的X染色體，而在Q-分帶製備中並未檢測到Y染色體。

## 抑制
目前已有多位研究員指出能夠抑制Capan-2細胞的方法。在2018年，有學者發現沈默的CD74基因能夠抑制着Capan-2細胞的神經浸潤及侵襲能力。在2019年，有學者發現依魯替尼-7對於Capan-2細胞，具有較強的抑制增殖和誘導細胞凋亡的作用，並且具有更強的化療藥物增敏活性，機制可能是降低細胞內線粒體膜的電位。

## 外部連結
- Cellosaurus entry for Capan-2 （页面存档备份，存于）